# Elecciones municipales de Trujillo de 1989
Las elecciones municipales de Trujillo de 1989 se llevaron a cabo el 12 de noviembre de 1989 para elegir al alcalde y al Concejo Provincial de Trujillo para el periodo 1990-1992. La elección se celebró simultáneamente con elecciones municipales en todo el país.
No existen datos oficiales publicados por el Jurado Nacional de Elecciones. José Murgia Zannier (Partido Aprista Peruano) fue electo como alcalde provincial de Trujillo, la primera de cinco victorias consecutivas: Murgia gobernaría la provincia durante tres lustros, hasta 2006.

## Sistema electoral
La Municipalidad Provincial de Trujillo es el órgano administrativo y de gobierno de la provincia de Trujillo. Está compuesta por el alcalde y el Concejo Provincial.
La votación del alcalde y el concejo se realiza en base al sufragio universal, que comprende a todos los ciudadanos nacionales mayores de dieciocho años, empadronados y residentes en la provincia de Trujillo y en pleno goce de sus derechos políticos, así como a los ciudadanos no nacionales residentes y empadronados en la provincia de Trujillo.
El Concejo Provincial de Trujillo está compuesto por 19 regidores elegidos por sufragio directo para un período de tres (3) años, en forma conjunta con la elección del alcalde (quien lo preside). La votación es por lista cerrada y bloqueada. Se asigna a la lista ganadora los escaños según el método d'Hondt o la mitad más uno, lo que más le favorezca. Es elegido como alcalde el candidato que ocupe el primer lugar de la lista que haya obtenido la más alta votación.

## Composición del Concejo Provincial de Trujillo
La siguiente tabla muestra la composición del Concejo Provincial de Trujillo antes de las elecciones.
| Partidos | Partidos                  | Regidores |
| -------- | ------------------------- | --------- |
|          | Partido Aprista Peruano   | 14        |
|          | Izquierda Unida           | 4         |
|          | Partido Popular Cristiano | 1         |

## Partidos y candidatos
A continuación se muestra una lista de los principales partidos y alianzas electorales que participaron en las elecciones:
| Candidatura | Candidatura | Partidos y alianzas                    | Candidatos | Candidatos          | Ideología | Resultado previo | Resultado previo | Ref. |
| Candidatura | Candidatura | Partidos y alianzas                    | Candidatos | Candidatos          | Ideología | Votos (%)        | Reg.             | Ref. |
| ----------- | ----------- | -------------------------------------- | ---------- | ------------------- | --------- | ---------------- | ---------------- | ---- |
|             | APRA        | Lista - Partido Aprista Peruano (APRA) |            | José Murgia Zannier | Aprismo   | 61.06%           | 14               |      |

## Resultados

### Concejo Provincial de Trujillo
| Cargo                          | Autoridad electa    | Partido político | Partido político        |
| ------------------------------ | ------------------- | ---------------- | ----------------------- |
| Alcalde Provincial de Trujillo | José Murgia Zannier |                  | Partido Aprista Peruano |

## Elecciones municipales distritales

### Resultados por distrito
La siguiente tabla enumera el control de los distritos de la provincia de Trujillo. El cambio de mando de una organización política se resalta del color de ese partido.
| Distrito             | Alcalde(sa) titular        | Partido político | Partido político        | Alcalde(sa) electo(a)      | Partido político           | Partido político           |
| -------------------- | -------------------------- | ---------------- | ----------------------- | -------------------------- | -------------------------- | -------------------------- |
| El Porvenir          | Víctor Moya Obeso          |                  | Partido Aprista Peruano | Sin información disponible | Sin información disponible | Sin información disponible |
| Florencia de Mora    | Manuel Cipriano Rafael     |                  | Partido Aprista Peruano | Sin información disponible | Sin información disponible | Sin información disponible |
| Huanchaco            | Mario Venegas Segura       |                  | Partido Aprista Peruano | Sin información disponible | Sin información disponible | Sin información disponible |
| La Esperanza         | Segundo Raza Urbina        |                  | Partido Aprista Peruano | Luis Miranda Arrestegui    |                            | Partido Aprista Peruano    |
| Laredo               | Manuel Toribio Medina      |                  | Partido Aprista Peruano | Segundo Ruíz Pérez         |                            | Partido Aprista Peruano    |
| Moche                | Julio Flores Cornelio      |                  | Partido Aprista Peruano | Julio Flores Cornelio      |                            | Partido Aprista Peruano    |
| Poroto               | Víctor Solórzano Rodríguez |                  | Partido Aprista Peruano | Sin información disponible | Sin información disponible | Sin información disponible |
| Salaverry            | Antonio Gordillo Vega      |                  | Partido Aprista Peruano | Sin información disponible | Sin información disponible | Sin información disponible |
| Simbal               | Alejandro Mendoza Ticle    |                  | Partido Aprista Peruano | Sin información disponible | Sin información disponible | Sin información disponible |
| Víctor Larco Herrera | Andrés Gracey Chicoma      |                  | Partido Aprista Peruano | Sin información disponible | Sin información disponible | Sin información disponible |
| Virú                 | Víctor Soles García        |                  | Partido Aprista Peruano | Sin información disponible | Sin información disponible | Sin información disponible |